# Ванахеранг
Ванахеранг (на индонезийски: Wanaherang) е селище в югозападната част на Индонезия, част от окръг Богор в провинция Западна Ява. Населението му е около .
Разположено е на 79 метра надморска височина в крайбрежната низина на Яванско море, на 24 километра североизточно от Богор и на 30 километра южно от центъра на Джакарта. След 1978 година в селището е изграден автомобилен завод на германската компания „Мерцедес-Бенц“.